# Список послов СССР и России в Объединённых Арабских Эмиратах
В статье представлен список послов СССР и России в Объединённых Арабских Эмиратах.
- 8 — 23 декабря 1971 г. — установлены дипломатические отношения на уровне посольств. Дипломатические представительства не созданы, послы не аккредитованы.
- 24 сентября 1986 г. — обмен посольствами.

## Список послов
| Срок полномочий                     | Посол                         | Годы жизни | Вручение верительных грамот | Комментарии          |
| ----------------------------------- | ----------------------------- | ---------- | --------------------------- | -------------------- |
| СССР                                |                               |            |                             |                      |
| 24 сентября 1986 — 11 сентября 1990 | Феликс Николаевич Федотов     | 1929—1997  |                             |                      |
| 11 сентября 1990 — 25 декабря 1991  | Константин Михайлович Харчев  | 1934—      |                             |                      |
| Российская Федерация                |                               |            |                             |                      |
| 25 декабря 1991 — 15 августа 1992   | Константин Михайлович Харчев  | 1934—      |                             |                      |
| 15 августа 1992 — 30 января 1998    | Олег Михайлович Дерковский    | 1939—2010  |                             |                      |
| 30 января 1998 — 30 ноября 2000     | Сергей Вадимович Кирпиченко   | 1951—2019  |                             |                      |
| 30 ноября 2000 — 3 марта 2006       | Сергей Яковлевич Яковлев      | 1948—      |                             |                      |
| 3 марта 2006 — 13 декабря 2008      | Андрей Михайлович Захаров     | 1943—2008  | 10 октября 2006             |                      |
| 13 декабря 2008 — октябрь 2009      | Павел Геннадиевич Меркулов    | 1955—2014  |                             | Временный поверенный |
| 23 июля 2009 — 16 апреля 2013       | Андрей Владимирович Андреев   | 1956—      | 12 октября 2009             |                      |
| 16 апреля 2013 — 11 октября 2018    | Александр Владимирович Ефимов | 1958—      | 12 августа 2013             |                      |
| 11 октября 2018 — май 2019          | Юрий Юрьевич Видакас          |            |                             | Временный поверенный |
| 4 апреля 2019 — 16 января 2021      | Сергей Николаевич Кузнецов    | 1953—2021  | 9 июля 2019                 |                      |
| 16 января — октябрь 2021            | Юрий Юрьевич Видакас          |            |                             | Временный поверенный |
| 30 августа 2021 — наст. время       | Тимур Фатехович Забиров       | 1972—      | 15 ноября 2021              |                      |